# Протеси
Проте́си — село в Україні, в Стрийському районі Львівської області. Населення становить 643 особи. Орган місцевого самоврядування - Журавненська селищна рада.

## Назва
Колись на території цього села були ліси, за переказами село заснували козаки, «протесавши» ліс, від чого й з'явилася його назва.

## Історія
Перша писемна згадка — 5 травня 1438 року.
У реєстрі церков Войнилівського деканату на 4.03.1733 в Протесах значиться церква св. Архангела Михаїла, вже не була новою, було 5 дворів.
В селі є дерев'яна церква св. Чуда Архистратига Михаїла 1891, школа.

## Політика

### Парламентські вибори, 2019
На позачергових парламентських виборах 2019 року у селі функціонувала окрема виборча дільниця № 460409, розташована у приміщенні школи.
Результати
- зареєстровано 388 виборців, явка 72,68%, найбільше голосів віддано за «Європейську Солідарність» — 37,94%, за партію «Голос» — 19,50%, за «Слугу народу» — 17,73%.[4] В одномандатному окрузі найбільше голосів отримав Андрій Кіт (самовисування) — 48,40%, за Андрія Гергерта (Всеукраїнське об'єднання «Свобода») — 26,69%, за Володимира Наконечного (Слуга народу) — 9,25%[5].